# M+M's
M+M's — пісня американського поп-панк гурту Blink-182, реліз якої відбувся 6 вересня 1995 року. Є першим синглом з дебютного альбому Cheshire Cat (1995). Пісня написана гітаристом гурту Томом ДеЛонгом та басистом Марком Гоппусом. Це була перша пісня гурту, яка біла представлена на радіостанціях. Текст пісні розповідає про відпустку, а саму пісню співає Марк Гоппус.   
Лейбл Cargo Music, який займався розповсюдженням пісні, виділив незначні кошти на відео до цієї пісні ($10 000). З цієї причини до кліпу увійшло багато сцен зі звичайних зйомок катання на серфінгу. Згодом пісня увійшла до збірки Greatest Hits.

## Історія написання
Пісня M+M's була написана влітку 1994 під час репетицій у гаражі ДеЛонга, коли гурт записував свій дебютний альбом. Записана на відомій студії Westbeach Recorders у Лос-Анджелесі після підписання угоди про видання альбому з лейблом Cargo Music.  Після запису альбому, продюсер Blink-182 та Майк Халлоган з радіостанції XETRA-FM (91X) вирішували яка з пісень буде синглом альбому і відповідно отримає ротації на радіо. Вони обирали між піснями M+M's та Wasting Time і зупинились на першій.

## Формат та список треків
CD (1995)
1. "M+M's" – 2:35

## Учасники
- Марк Гоппус — вокал, гітара
- Том ДеЛонг — вокал, гітара
- Скотт Рейнор — ударні